# Lac Brantley
Pour les articles homonymes, voir Brantley.
Le lac Brantley (en anglais : Brantley Lake) est un lac de barrage dans l'État américain du Nouveau-Mexique. Il est situé à une altitude de 986 m dans le comté d'Eddy. Il est protégé au sein du parc d'État de Brantley Lake.